# Manuel Romerales Quintero
Manuel Romerales Quintero (Madrid, 5 dicembre 1875 – Melilla, 29 agosto 1936) è stato un generale spagnolo, che all'inizio della guerra civile ricopriva l'incarico di comandante militare della circoscrizione orientale del Protettorato del Marocco. Arrestato da alcuni ufficiali nazionalisti fu sottoposto a corte marziale, condannato a morte e fucilato presso il poligono di tiro di Melilla.

## Biografia
Nacque a Madrid il 5 dicembre 1875, all'età di diciotto anni (agosto 1893) iniziò a frequentare l'Academia General de Infantería di Toledo. Promosso sottotenente il 24 giugno 1895, divenne tenente nel luglio di due anni dopo. Nell'agosto 1896 entrò in servizio nel Regimiento de Infantería "Zaragoza", partendo poi per l'isola di Cuba al seguito di un battaglione di formazione. 
Il reparto fu destinato ad operare nella zona di Júcharo, infestata dalle malattie tropicali, e dopo averne contratto una dovette rientrare in Spagna nel maggio 1898. Dopo aver trascorso quattro mesi di convalescenza, nell'agosto successivo fu assegnato alla Distretto Militare di Madrid. Tra il marzo 1900 e il febbraio 1904 ricoprì l'incarico di professore presso l'Academia General de Infantería, e dopo la promozione a capitano fu assegnato dapprima al Batallón de Cazadores "Figueras" e poi al Regimiento de Infantería "Saboya", ambedue le unità di stanza nella Capitale.
Nel 1913 fu mandato in Marocco, assegnato al Batallón de Cazadores "Las Navas" n.10, di stanza a Larache. Promosso maggiore nel marzo 1914 fu assegnato al centro addestramento di Lérida.
Divenuto tenente colonnello nel novembre 1921 assunse il comando del Batallón de Cazadores de Montaña "Alfonso XII" di guarnigione e Vic e Seo de Urgel. Nell'autunno del 1924, con l'evolversi della situazione in Marocco la sua unità fu mandata di rinforzo nel protettorato, distinguendosi nelle operazioni di controguerriglia e venendo promosso colonnello per meriti di guerra ottenuti tra l'ottobre 1924 e il gennaio 1925.
Assunto il comando di una Media Brigada de Montaña avente Quartier generale a Madrid, e i battaglioni di guarnigione a Ronda, San Ildefonso e Alcalá de Henares, con la fine della Monarchia e l'avvento della Repubblica, in seguito alla riforma Azaña, l'unità fu sciolta, ed egli trasferito come direttore alla 3ª Sezione della Scuola centrale di tiro, seguendo un corso per l'utilizzo dei carri armati durante le operazioni belliche.
Promosso generale di brigata nel febbraio 1932, nel giugno successivo entrò nel Consiglio consultivo dell'arma di fanteria, assumendo nel contempo il comando della 2ª Brigata di fanteria, passando poi al comando della 1ª di stanza nella Capitale.
Il 23 novembre 1933 assunse il comando della circoscrizione orientale del Protettorato del Marocco, con sede a Melilla, in sostituzione del generale García Boloix Nel novembre 1935 il nuovo ministro Gil-Robles y Quiñones lo sollevò dall'incarico sostituendolo con il generale Emilio Mola. Il 1 marzo 1936, con il trionfo del Fronte Popolare alle elezioni amministrative, ritornò a ricoprire il precedente incarico, in sostituzione del generale Osvaldo Capaz passato alla circoscrizione occidentale.

### Il colpo di stato del 17 luglio 1936
Il 17 luglio 1936 un infiltrato all'interno del movimento falangista, Alvaro Gonzàles, avvertì il locale segretario dell'Unione Repubblicana dell'imminente scoppio della rivolta militare, e questi a sua volta avvertì il comando militare. Allertata prontamente la polizia egli telefonò immediatamente a Madrid parlando con il Capo del Governo Santiago Casares Quiroga. Mentre alcuni ufficiali ribelli si stavano per riunire in una sala del comando militare l'arrivo della polizia, che circondò l'edificio, fece precipitare la situazione, in quanto uno dei congiurati, il colonnello Dario Gazàpo Valdés richiese l'intervento di un reparto del Tercio, e un gruppo di ufficiali e funzionari ribelli, al comando dei colonnelli Luis Solans Labedán e José Seguí Alzamura, prese possesso armi alla mano l'edificio del quartier generale dove si trovava insieme agli ufficiali del suo Stato maggiore, la maggior parte dei quali aderì alla rivolta. Minacciando di ucciderlo in quel momento, lo costrinsero ad arrendersi e a lasciare il comando, arrestandolo insieme alla sua scorta.
Il 26 agosto fu sottoposto a Consiglio di guerra, presieduto dal generale Álvarez de la Gándara, con le accuse di aver chiuso il Casinò militare, di aver ordinato di evitare scontri tra gli agenti e i militanti della Juventud Socialista Unificada, e di aver elogiato i manifesti elettorali del Frente Popular precedentemente alle elezioni del 1 maggio piegandosi alle direttive della nuova coalizione.
L'avvocato dell'accusa chiese la pena di morte con le accuse di ribellione militare e alto tradimento, che egli respinse sdegnosamente quando gli fu permesso di prendere la parola mettendo in discussione l'esistenza stessa del tribunale militare sia per la forma che per la sostanza. Condannato a morte fu fucilato presso il poligono di tiro del forte di Rostrogordo, Melilla, alle sei della mattina del 29 agosto 1936, e prima che il comandante del plotone di esecuzione ordinasse di fare fuoco fu sentito urlare Soldados, Viva la República!.

## Pubblicazioni
- Lecciones de telegrafia para las clases de tropa de infanteria, 1908
- Lecciones y ejercicios graduados de lengua francesa, 1910
- Estudio geografico, militar y naval de Espana, 1915[16]
- Preparacion para la guerra, 1918
- Doce lecciones de quimica inorganica[4]
- Tropas ligeras. Principales armas en uso en los ejercitos europeos
- Belgica en la guerra actual[N 4]

### Annotazioni
1. ↑  Prima dello scioglimento, nel giugno 1931 aveva diretto le manovre della brigata a Carabanchel, alla presenza del Ministro della guerra Manuel Azaña Díaz, durante le quali aveva espresso fedeltà al nuove regime democratico.
2. ↑  Tale decisione era stata presa dal Ministro della Guerra Vicente Iranzo Enguita nei due anni in cui ricoprì tale dicastero.
3. ↑  Aveva chiuso d'autorità il Casinò militare al fine di evitare incidenti tra gli ufficiali di fede repubblicana e quelli nazionalisti.
4. ↑  Poco conosciuto è il fatto che fu anche un discreto autore di musica, avendo composto brani come La cieguecita e El heroe y La otra Petrilla, quest'ultima in collaborazione con suo fratello Domingo.

### Fonti
1. 1 2   Jaime Fernandez Gil, La rebelión en África. El general Romerales y la justicia facciosa, su Diario ABC, 18 maggio 1937,  p. 20. URL consultato il 22 novembre 2013.
2. 1 2 3 4 5  Ministerio de la Guerra, Biografias, in Gaceta de Madrid n.64, del 4 Marzo 1932, pag.1619.
3. ↑  Ministerio de la Guerra, Reales Órdenes, in Gaceta de Madrid n.208, del 26 Julio 1912, pag.210.
4. 1 2 3  Ministerio de la Guerra, in Gaceta de Madrid n.181, del 29 Junio 1932, pag.2227.
5. ↑  Ministerio de la Guerra, in Gaceta de Madrid n.36, del 5 Febrero 1932, pag.930.
6. ↑  Ministerio de la Guerra, in Gaceta de Madrid n.36, del 5 Febrero 1932, pag.931.
7. ↑  Ministerio de la Guerra, in Gaceta de Madrid n.327, del 23 Noviembre 1933, pag.1202.
8. ↑  Raguer Suñer 1994, p. 289.
9. ↑  Ministerio de la Guerra, in Gaceta de Madrid n.61, del 1 Marzo 1936, pag.1756.
10. ↑  Barbieri 2006, p. 125.
11. 1 2 3  Barbieri 2006, p. 126.
12. ↑  Preston 2011, p. 196.
13. ↑  Thomas 1985, pp. 239-240.
14. ↑   Jaime Fernandez Gil, La rebelión en África. El general Romerales y la justicia facciosa, su ABC, 18 maggio 1937,  p. 14. URL consultato il 22 novembre 2013.
15. ↑  Ministerio de la Guerra, Decretos, in Gaceta de Madrid n.323, del 18 Noviembre 1932, pag.1178.
16. ↑  Ministerio de la Guerra, Reales Órdenes, in Gaceta de Madrid n.208, del 26 Julio 1912, pag.211.